# Twin Pigs
Twin Pigs – album zespołu Albert Rosenfield wydany w 1997 roku nakładem wytwórni Koch International.
Zespół promował płytę jako support na trasie pod nazwą Juicy Pig wraz z grupą Flapjack (w 1997 wydała płytę Juicy Planet Earth) i Bandog.

## Lista utworów
1. "Ufo Face" - 3:48
2. "Hard Times" (cover Kiss) - 3:23
3. "Die & Survive" - 2:08
4. "An Alcoholic Dream" - 3:28
5. "Feel The Power" - 2:50
6. "Banned Cannibal Blues" - 2:36
7. "Mark The Border" - 2:46
8. "You Can Leave Your Hat On" (cover Randy'ego Newmana) - 4:12
9. "The Worst Job" - 3:33
10. "Parachute Call-girl" - 2:54
11. "Hungarian Crime Story" - 3:41
12. "Twin Pigs" - 2:48
13. "Gimme Some Lovin`" (cover Spencer Davis Group) - 3:01
14. "Tyle słoni w całym mieście" (cover Anny Jantar) - 3:15
15. "Poo-zone" - 0:43

## Muzycy
- Marek Chrzanowski – gitara basowa
- Jacek Chrzanowski – gitara basowa
- Wojciech Kuzyk – gitara basowa
- Piotr Pawłowski – perkusja
- Tomasz Pukacki – gitara basowa, śpiew

Gościnnie
- Krzysztof Krupa – perkusja
- Marcin Żabiełowicz – gitara